# Serge Ibaka
Serge Jonas Ibaka Ngobila, född 18 september 1989 i Brazzaville i Republiken Kongo, är en kongolesisk-spansk basketspelare. Ibaka spelar för Milwaukee Bucks i NBA som power forward.

## Lag
- Inter Club Brazzaville (2006)
- CB L'Hospitalet (2007–2008)
- Ricoh Manresa (2008–2009)
- Oklahoma City Thunder (2009–2016)
- Real Madrid (2011)
- Orlando Magic (2016–2017)
- Toronto Raptors (2017–2020)
- Los Angeles Clippers (2020-2022)
- Milwaukee Bucks (2022-)